# Lemurodendron
Lemurodendron es un género monotípico de árbol perteneciente a la familia de las fabáceas.  Su única especie: Lemurodendron capuronii, es originaria de Madagascar donde se encuentra en los bosques húmedos y subhúmedos a una altitud de hasta 500 metros en la Provincia de Antsiranana. 

## Taxonomía
Lemurodendron capuronii fue descrita por Villiers & P.Guinet  y publicado en Bulletin du Muséum National d'Histoire Naturelle, Section B, Adansonia. Botanique Phytochimie 11(1): 6–9, f. 1–2. 1989.
Sinonimia
- Piptadenia belini Capuron
- Piptadeniastrum belini Capuron[2]